# 토요일 가족이 부른다
토요일 가족이 부른다는 1991년 5월 25일부터 2014년 12월 27일까지 방송되었던 음악 프로그램이다.

## 기획 의도
온 가족이 함께하는 음악 프로그램이다.

## 방송 시간
| 방송 채널 | 방송 기간                           | 방송 시간                            |
| --------- | ----------------------------------- | ------------------------------------ |
| KBS 1TV   | 1991년 5월 25일 ~ 1991년 10월 5일   | 매주 토요일 아침 8시 20분 ~ 9시 30분 |
| KBS 1TV   | 1994년 10월 15일 ~ 1995년 4월 29일  | 매주 토요일 아침 8시 20분 ~ 9시 30분 |
| KBS 1TV   | 2010년 5월 15일 ~ 2014년 12월 27일  | 매주 토요일 아침 8시 20분 ~ 9시 30분 |
| KBS 1TV   | 1992년 10월 10일 ~ 1993년 10월 16일 | 매주 토요일 아침 8시 20분 ~ 9시 15분 |
| KBS 1TV   | 1993년 10월 23일 ~ 1994년 4월 30일  | 매주 토요일 아침 8시 20분 ~ 9시 20분 |
| KBS 1TV   | 1994년 5월 7일 ~ 1994년 10월 8일    | 매주 토요일 아침 8시 20분 ~ 9시 35분 |
| KBS 1TV   | 1995년 5월 6일 ~ 1995년 11월 4일    | 매주 토요일 아침 8시 20분 ~ 9시 30분 |
| KBS 1TV   | 1995년 5월 6일 ~ 1995년 11월 4일    | 매주 토요일 오전 10시 ~ 11시 30분    |
| KBS 1TV   | 1996년 3월 9일 ~ 1996년 10월 11일   | 매주 토요일 아침 8시 40분 ~ 10시     |
| KBS 1TV   | 1996년 10월 19일 ~ 1999년 10월 16일 | 매주 토요일 아침 8시 30분 ~ 9시 35분 |
| KBS 1TV   | 1999년 10월 23일 ~ 2000년 10월 21일 | 매주 토요일 아침 8시 25분 ~ 9시 30분 |
| KBS 1TV   | 2000년 10월 28일 ~ 2009년 4월 18일  | 매주 토요일 아침 8시 30분 ~ 9시 30분 |
| KBS 1TV   | 2009년 10월 24일 ~ 2010년 5월 8일   | 매주 토요일 아침 8시 30분 ~ 9시 30분 |
| KBS 1TV   | 2009년 4월 25일 ~ 2009년 6월 27일   | 매주 토요일 밤 8시 ~ 9시             |
| KBS 1TV   | 2009년 7월 4일 ~ 2009년 10월 17일   | 매주 토요일 오전 11시 ~ 12시         |

## 진행자
| 대수 | 진행자 | 진행자 | 진행자 | 진행 기간                           |
| 대수 | 남성   | 여성   | 여성   | 진행 기간                           |
| ---- | ------ | ------ | ------ | ----------------------------------- |
| 1기  | 이상벽 | 이금희 | 빈칸   | 1991년 5월 25일 ~ 1999년 3월 27일   |
| 2기  | 김재원 | 이금희 | 빈칸   | 1999년 4월 3일 ~ 2005년 8월 13일    |
| 3기  | 김홍성 | 이금희 | 손미나 | 2005년 8월 20일 ~ 2006년 12월 30일  |
| 4기  | 김현욱 | 윤수영 | 빈칸   | 2007년 1월 6일 ~ 2007년 11월 3일    |
| 5기  | 조우종 | 이지연 | 빈칸   | 2007년 11월 10일 ~ 2009년 4월 18일  |
| 6기  | 조우종 | 박은영 | 빈칸   | 2009년 4월 25일 ~ 2009년 10월 17일  |
| 7기  | 김현욱 | 김보민 | 빈칸   | 2009년 10월 24일 ~ 2010년 12월 25일 |
| 8기  | 김현욱 | 이선영 | 빈칸   | 2011년 1월 1일 ~ 2012년 5월 12일    |
| 9기  | 도경완 | 이선영 | 빈칸   | 2012년 5월 19일 ~ 2013년 4월 6일    |
| 10기 | 도경완 | 이지연 | 빈칸   | 2013년 4월 13일 ~ 2014년 4월 5일    |
| 11기 | 도경완 | 이정민 | 빈칸   | 2014년 4월 12일 ~ 2014년 12월 27일  |

## 같이 보기
- 아침마당